# Rudolf Wagner-Régeny
Rudolf Wagner-Régeny (inițial Rudolf Wagner) (n. 28 august 1903, Reghin, Mureș, România – d. 18 septembrie 1969, Berlin, RDG) a fost un compozitor german de origine săsească din Transilvania.  Cele mai cunoscute lucrări muzicale ale sale sunt operele  Der Günstling (1935) și Die Bürger von Calais (1939). (Nu este rudă cu compozitorul Richard Wagner). 

## Viață
Este fiul cel mai mare, dintre cei patru ai tatălui său, comerciant, numit de asemenea Rudolf (1870-1936). Dădaca angajată lângă el a fost de origine maghiară, așadar a vorbit limba maghiară până la vârsta de patru ani.    
Multiculturalitatea orașului natal i-a oferit o paletă diversă de influențe muzicale, de la folclorul rutean, melodiile maghiare până la muzica bisericească. Acasă la familia lui erau organizate regulat seri muzicale. Dora mamei sale, Hermine (1880-1960) i-a oferit primele lecții muzicale. 
Între anii 1909 și 1916 a studiat la o școală elementară și liceul din Reghin. Deja începuse studii serioase la pian și teoria muzicii. Începând cu anul 1914 a fost asistent organist al bisericii evanghelice din Reghin. Aici a fost cântată prima lui compoziție serioasă, o lucrare oratorială. 
Între anii 1916 și 1919 și-a continuat studiile la gimnaziul din Sighișoara. Din cauza celui de-Al Doilea Război Mondial, a emigrat pentru câteva luni într-un sat din apropierea Budapestei, împreună cu familia.  
Din septembrie 1919 a studiat pian principal la Universitatea de Muzică și Teatru din Leipzig⁠(d). Din anul 1920 studiază compoziție la Universitatea de Arte din Berlin⁠(d) (Charlottenburg⁠(d)), unde s-a împrietenit cu colegul lui de an, Boris Blacher. 
În 1923 a absolvit cu succes și încă în acelați an s-a căsătorit cu pictorița și sculptorița, având ascendență evreiască și hughenotă Léli Duperrex (ocazional, pianistă de cinematograf și bar), care era cu zece ani mai învârstă decât el.   
Wagner-Régeny  este membru al consiliului de film sonor între anii 1925-26 și predă în particular armonie și contrapunct.  
Din 1926 este factotumul muzical al companiei de balet a lui Rudolf Lábán⁠(d), timp de trei ani, merge în turneu cu ei în toată Germania și Olanda. 
A început să lucreze împreună cu Caspar Neher⁠(d) în 1929, care mai târziu va fi scenograful, libretistul lucrărilor scenice compuse de Wagner-Régeny și începe  prietenia lor. 
În anii 1930 se nasc compozițiile cele mai importante, este membru activ al cercurilor avangardiste. În 1935, împreună cu soția lui, își petrece vacanța la rudele din Transilvania. 

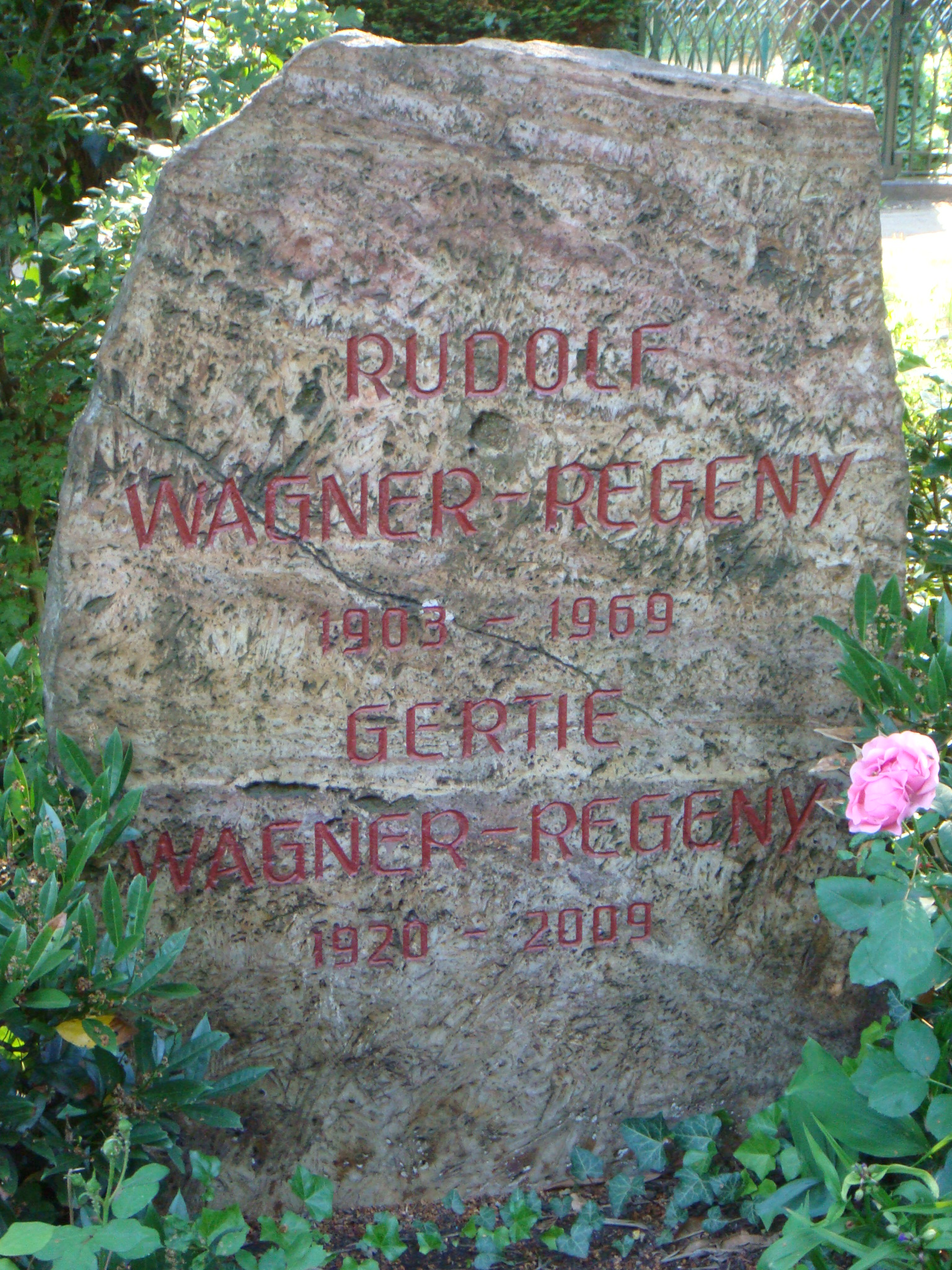
Mormântul lui Rudolf Wagner-Régeny și Gertie Foth

A intrat în armata germană în data de 5 februarie 1943 în timpul celui de-al Doilea Război Mondial. După diferite staționări din Berlin, a fost repartizat la Garda de foc, ceea ce însemna că putea locui acasă. În 22 noiembrie, apartamentul său a fost bombardat și toate lucrările soției lui, Léli, au fost distruse. După câteva luni fără adăpost, a fost trimis la Mecklenburg, unde a făcut înregistrări muzicale ale materialului de propagandă Wehrmacht. Între timp, soția lui, care suferea de cancer, a locuit într-un han, Wagner-Régeny a organizat chemoterapia soției lui.  
În 1946 s-au mutat la Güstrow. După un an, Leli a murit, compozitorul văduv s-a mutat la Rostock, unde a devenit rector al academiei de muzică. 
În 1950 a fost invitat ca profesor de compoziție la Colegiul German de Arte Muzicale din Berlin⁠(d). A acceptat imediat. Această decizie a schimbat viața lui personală, s-a căsătorit cu Gertie Foth, pe care a cunoscut-o în Güstrow, ea era cu mult mai tânără decât el. 
În 1962 doi dintre cei mai buni prieteni, Caspar Neher și Hanns Eisler, au murit. Și-a luat rămas bun de la viața sa până atunci activă.  A continuat să compună muzică și activitatea lui de profesor (cei mai cunoscuți discipoli ai săi au fost Siegfried Matthus și Tilo Müller-Medek ), dar a petrecut cea mai mare parte a timpului cu soția lui. 
S-a îmbolnăvit de cancer pulmonar și și-a petrecut ultimul an din viața sa în spital. 

## Lucrări principale

### Lucrări scenice
- Sganarelle oder Schein betrügt. O operă grațioasă într-un act. Comedia lui Molière, tradusă de Ludwig Fulda; Compoziție: 1923; premiera: Essen, 1929; scenografie: Caspar Neher
- Moschopulos. Operă în trei acte pe propriul său text, după Franz von Pocci, compoziție: 1923, premiera: Gera, 1928
- Der nackte König.  Textul de Vera Braun, după povestea lui Andersen „Haina cea nouă a împăratului”.
- Esau și Jacob.  Scena biblică.  Text din Vechiul Testament [Moise 1: 27,1-29,41] în traducere proprie; compoziție: 1929; premiera: Gera, 1930
- Theatralische Sinfonie. Balada Moritat; balet pe propriul tău text; compoziție: 1929; premiera: Essen, 1929
- La sainte courtisane.  Text propriu, după Oscar Wilde; compoziție: 1929, premiera: Essen, 1929
- Der Fabel vom seligen Schlächtermeister. Teatru muzical în trei tablouri, pe text de Hans von Saigny; compoziție: 1932; premieral: Radebeul, 1964
- Der Günstling sau Die letzten Tage der großen Herrn Fabiano. Opera în trei acte după piesa lui Victor Hugo, Maria Tudor; compoziție: 1935; premiera: Dresda
- Visul unei nopți de vară de William Shakespeare; compoziție: 1935; premiera: 1937
- Der zerbrochener Krug. Balet în două acte; compoziție: 1937; premiera: 1937, Berlin.
- Die Bürger von Calais. Opera în trei acte; compoziție: 1938; premiera: 1939.
- Johanna Balk . Compoziție: 1941; premiera: Viena, 1941.
- Persiche Episode (Der Darmwäscher). Operă în patru acte pe text de Caspar Neher și Bertolt Brecht; compoziție: 1950; premiera: Rostock, 1963.
- Prometheus. Compoziție: 1958; premiera: 1959, Kassel.
- Das Bergwerk von Falun. Operă în opt tablouri; compoziție: 1960; premiera: 1961, Salzburg.
- Muzică acompaniatoare pentru drama de Peter Hacks Moritz Tassow. Compoziție și premiera: 1965.

### Lucrări vocale
- 10 lieduri pe text de Brecht, 1950
- Cantata “Genesis”, 1956
- Jüdische Chronik, 1961
- Cântece Herman Hesse "Gesänge des Abschieds", 1968/69
- Trei lieduri Fontane, 1969

### Lucrări instrumentale
- Muzică orchestrală cu pian, 1935
- Cvartet pentru coarde, 1948
- Două dansuri pentru Palucca, 1950
- Trei piese orchestrale: Mythological Figures, 1951
- Trei mișcări pentru orchestră, 1952
- Șapte fugi, 1953
- Introducere și odă pentru orchestră simfonică, 1967